# Dschalaula
Jalawla (جلولاء, falsch übersetzt als Jalula), auch bekannt als  Gûlala (kurdisch گوڵاڵە), ist eine Stadt in Diyala, Irak. Sie liegt am Fluss Diyala, 8 Kilometer nördlich von Al-Sadiyah. Jalawla hat 21.528 Einwohner (Stand 2008).